# Phyllophaga postrema
Phyllophaga postrema är en skalbaggsart som beskrevs av Horn 1887. Phyllophaga postrema ingår i släktet Phyllophaga och familjen Melolonthidae. Inga underarter finns listade i Catalogue of Life.